# Bothus ocellatus
Bothus ocellatus is een straalvinnige vissensoort uit de familie van botachtigen (Bothidae). De wetenschappelijke naam van de soort is voor het eerst geldig gepubliceerd in 1831 door Agassiz.